# حوزه انتخابیه پانزدهم فلوریدا
حوزه انتخابیه پانزدهم فلوریدا یک حوزه انتخابیه مجلس نمایندگان آمریکا است که در ایالت فلوریدا قرار دارد.